# Foo Fighters
I Foo Fighters sono un gruppo musicale rock alternativo statunitense fondato a Seattle nel 1994 dal musicista Dave Grohl, ex batterista dei Nirvana.
Nato dopo lo scioglimento dei Nirvana successivo alla morte di Kurt Cobain, il gruppo deriva il proprio nome dal termine foo fighter, espressione usata per indicare, durante la seconda guerra mondiale, quegli strani avvistamenti aerei riferiti da alcuni piloti alleati, simili a quelli che generalmente vengono chiamati UFO.
Prima della pubblicazione del disco di esordio, Foo Fighters (1995), in cui l'unico membro ufficiale del gruppo risultava Grohl come chitarrista, cantante, bassista e batterista, l'ex batterista dei Nirvana reclutò Nate Mendel al basso e William Goldsmith alla batteria, entrambi dei Sunny Day Real Estate, a cui si aggiunse il chitarrista turnista dei Nirvana Pat Smear. Goldsmith lasciò la band durante le registrazioni del secondo album della band, The Colour and the Shape (1997), per incomprensioni con Grohl, che incise da sé molte delle parti di batteria. Poco dopo lasciò il gruppo anche Smear, che si sarebbe riunito al sodalizio solo nel 2005. I due furono sostituiti da Taylor Hawkins alla batteria e Franz Stahl alla chitarra, quest'ultimo tuttavia licenziato prima dell'uscita del terzo disco della band, There Is Nothing Left to Lose (1999). I Foo Fighters proseguirono come trio per un breve periodo, prima dell'ingresso di Chris Shiflett come chitarrista solista dopo l'uscita di There Is Nothing Left to Lose. Il quarto album, One by One, uscì nel 2002. Nel 2005 uscì il doppio album In Your Honor, diviso tra canzoni acustiche e pezzi più rock. Seguirono Echoes, Silence, Patience & Grace (2007) e Wasting Light (2011), disco in cui Smear tornò come membro a tempo pieno. Nel 2014 fu la volta di Sonic Highways, colonna sonora della serie di documentari del medesimo nome, e nel 2017 di Concrete and Gold.
I Foo Fighters hanno vinto numerosi Grammy Award, tra cui quattro per il miglior album rock. Nell'edizione 2018 dei BRIT Award il gruppo è stato premiato come miglior gruppo internazionale. Nel 2021 sono entrati nella Rock and Roll Hall of Fame.

## Storia del gruppo

### Primi anni (1992–1995)

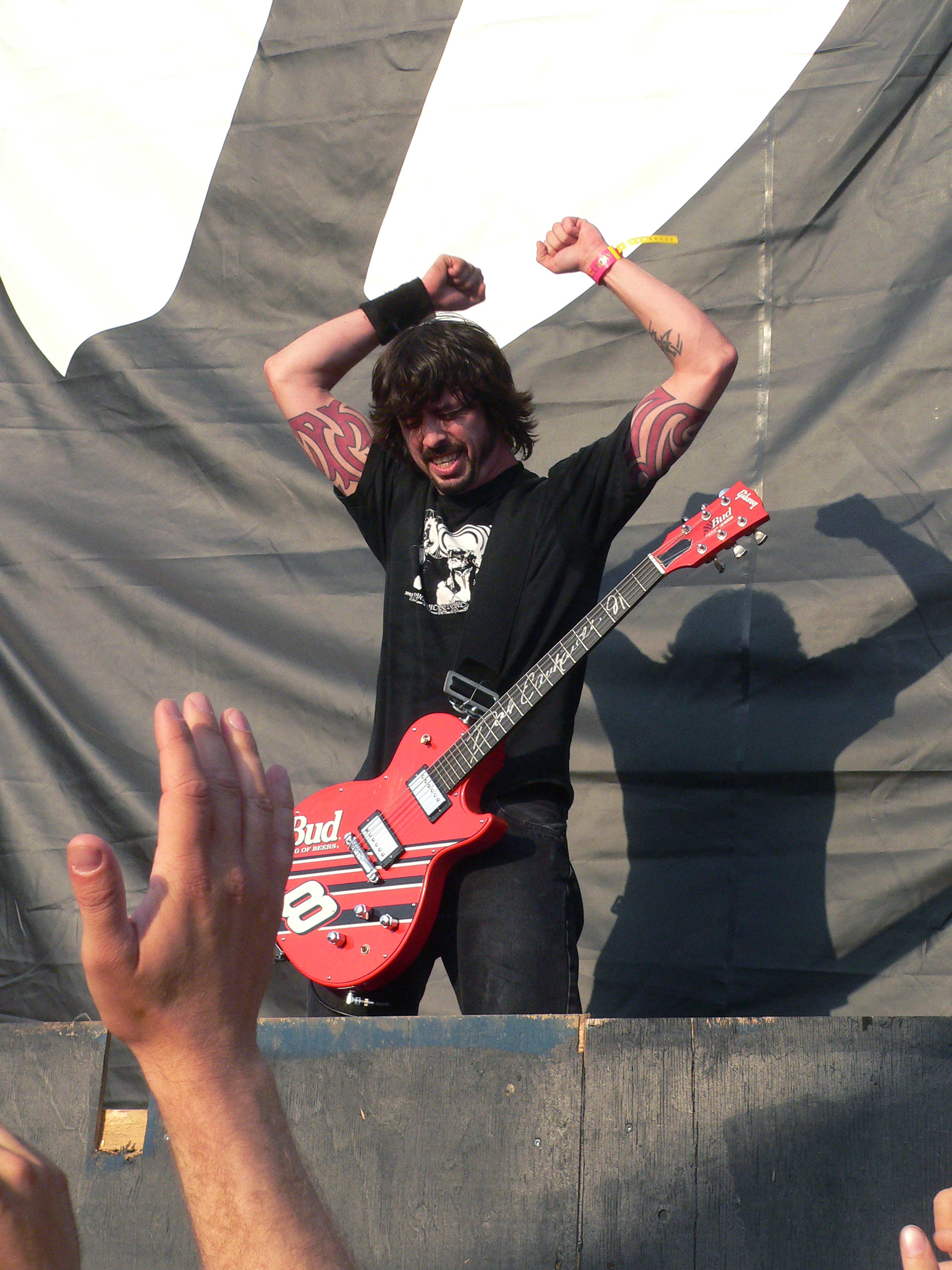
Dave Grohl

I Foo Fighters nacquero originariamente come progetto solista di Dave Grohl quando era ancora membro dei Nirvana. Grohl iniziò a scrivere diverse canzoni, fra cui Marigold, pubblicata come lato B del singolo Heart-Shaped Box nel 1993, unico pezzo di tutto il repertorio dei Nirvana ad esser stato scritto e cantato da lui e non dal frontman Kurt Cobain.
Nel 1992, sotto lo pseudonimo di "Late!", Grohl pubblica una musicassetta intitolata Pocketwatch e pubblicata dalla Simple Machines. Di questa cassetta fa parte il brano Friend of a Friend che troverà spazio anche nell'album In Your Honor e nell'album dal vivo Skin and Bones.
Dopo la morte di Cobain e il conseguente scioglimento dei Nirvana, Grohl iniziò a incidere alcuni di questi brani nello studio di Robert Lang a Seattle, sotto la guida dell'amico produttore Barrett Jones. Ad eccezione di alcune parti di chitarra in X-Static, suonate da Greg Dulli degli Afghan Whigs, Grohl si occupò di tutti gli strumenti e delle parti vocali. Il demo piacque alla Capitol Records, che sotto la guida del presidente Gary Gersh, già A&R dei Nirvana, decise di incidere il primo album dei Foo Fighters, dal titolo omonimo. Dall'album furono estratti quattro singoli: This Is a Call (pubblicato un mese prima dell'album), I'll Stick Around, For All the Cows e Big Me.
Nonostante la pubblicazione dell'album, l'intento di Grohl non fu quello di rendere i Foo Fighters un progetto one-man band: pertanto si impegnò a cercare alcuni musicisti in grado di aiutarlo. Inizialmente la scelta sembrò ricadere su Krist Novoselic, ex compagno nei Nirvana, ma entrambi erano preoccupati che in questo modo i Foo Fighters sarebbero stati visti come una pallida reincarnazione del loro gruppo precedente. Più tardi, Grohl venne a sapere che un gruppo di Seattle, i Sunny Day Real Estate, si stavano per separare; decise quindi di reclutare Nate Mendel e William Goldsmith, rispettivamente al basso e alla batteria. La formazione venne completata dall'entrata nel gruppo del chitarrista Pat Smear, già turnista dei Nirvana dopo la pubblicazione dell'album In Utero.

### The Colour and the Shape(1996–1997)

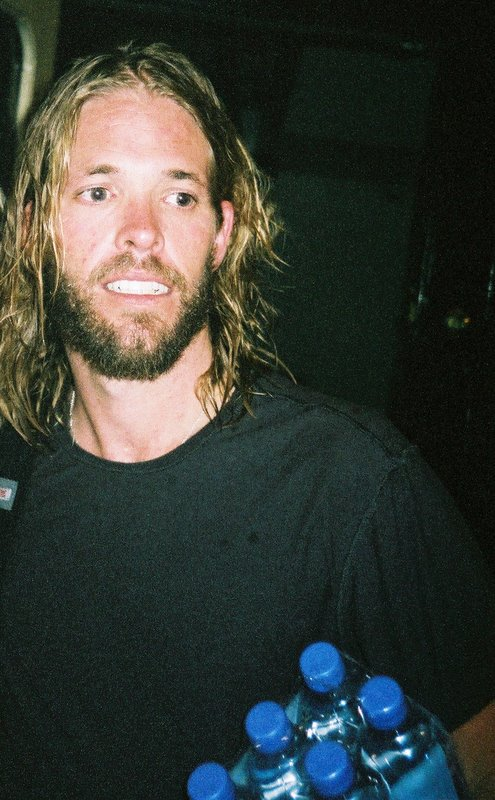
Taylor Hawkins

Dopo un tour in supporto a Foo Fighters, nella primavera del 1996 i Foo Fighters tornarono negli studi di registrazione insieme al produttore Gil Norton per incidere il secondo album. Nel corso delle sessioni di registrazione, nacquero dei conflitti tra Grohl e Goldsmith, culminate con la dipartita di quest'ultimo dal gruppo. Il gruppo andò quindi ai Grandmaster Recorders nei primi due mesi del 1997 per registrare nuovamente le parti di batteria, curate da Grohl. L'album, The Colour and the Shape, venne pubblicato nel maggio dello stesso anno e riscosse un notevole successo, tanto da essere considerato addirittura il migliore album del gruppo.
In cerca di un batterista, Grohl chiamò Taylor Hawkins, batterista in tour con Alanis Morissette, per avere un consiglio su chi chiamare. Grohl fu sorpreso quando Hawkins stesso si offrì volontario; Hawkins esordì in tempo per la pubblicazione dell'album.

### L'abbandono di Smear eThere Is Nothing Left to Lose(1997–2001)

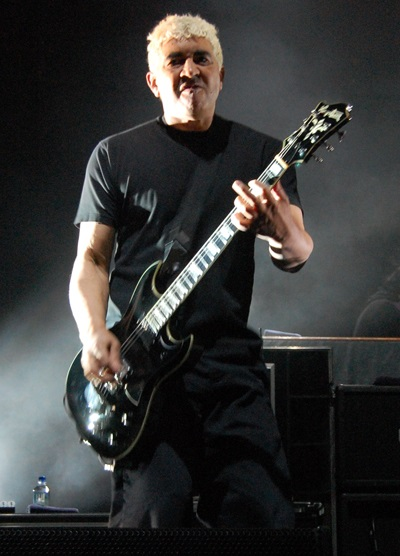
Pat Smear

In occasione degli MTV Video Music Awards 1997 Pat Smear annunciò la sua intenzione di lasciare i Foo Fighters, rivelando Franz Stahl (proveniente dagli Scream) come suo successore. Prima delle registrazioni del terzo album, There Is Nothing Left to Lose, Stahl abbandonò il gruppo a causa di divergenze creative, portando Grohl a occuparsi di tutte le parti di chitarra. Dopodiché il gruppo fece provini per un nuovo chitarrista, ripiegando su Chris Shiflett (chitarrista dei 22 Jacks e dei No Use for a Name). Inizialmente si unì alla formazione come turnista, ma fu successivamente assunto a tempo pieno, prima delle registrazioni del quarto album.
Prima dell'uscita di There Is Nothing Left to Lose, il presidente della Capitol Records Gary Gersh venne licenziato dall'etichetta; vista l'amicizia di Grohl e Gersh, il contratto dei Foo Fighters prevedeva una clausola che li autorizzava a lasciare la Capitol in caso di abbandono di Gersh. Pertanto lasciarono la Capitol e firmarono con la RCA Records.

### One by OneeIn Your Honor(2001–2005)
Alla fine del 2001 i Foo Fighters si riunirono per incidere il quarto album. Dopo quattro mesi in studio a Los Angeles, Grohl aiutò i Queens of the Stone Age nel loro album del 2002, Songs for the Deaf. Dopo le registrazioni dell'album per i Queens of the Stone Age, Grohl, ispirato dalle sessioni, decise di radunare il gruppo per lavorare ulteriormente su qualche brano del loro album. In realtà l'album venne completamente re-inciso in dieci giorni nello studio di Grohl in Virginia. La versione definitiva venne alle stampe nell'ottobre 2002 con il titolo One by One.
Per gran parte della loro storia, i Foo Fighters decisero di rimanere al di fuori della politica. Tuttavia, durante la campagna elettorale del 2004 di George W. Bush, poiché questi utilizzava la canzone Times Like These durante i suoi convegni, Grohl decise di rendere pubblica la sua adesione alla campagna di John Kerry. Grohl partecipò a diversi incontri con Kerry, e in alcune occasioni suonò delle versioni acustiche alle convention. Tutto il gruppo si unì a Grohl in Arizona per suonare durante un dibattito. Più tardi Grohl confessò che l'esperienza con Kerry lo aveva ispirato per il titolo del successivo album.
Il loro quinto album in studio si intitola In Your Honor, uscito il 14 giugno 2005. Grohl dice che il doppio disco - uno con canzoni rock, l'altro con tracce acustiche - è la perfetta occasione per celebrare i dieci anni di attività della band. Al disco acustico hanno collaborato alcuni personaggi dalle provenienze musicali più disparate, come Norah Jones, John Paul Jones dei Led Zeppelin e Josh Homme dei Queens of the Stone Age.

### Skin and Bones,Echoes, Silence, Patience & GraceeGreatest Hits(2006–2009)
Nel novembre 2006 esce l'album dal vivo Skin and Bones, il quale racchiude vari successi del gruppo riarrangiati in chiave acustica e il brano Skin and Bones, la cui versione in studio era stata pubblicata nell'EP Five Songs and a Cover (2005). La registrazione dell'album è stata effettuata durante il tour acustico nei teatri di tutto il mondo, con i Foo Fighters in formazione allargata, con il rientro di Pat Smear, l'apporto di Rami Jaffee dei The Wallflowers alle tastiere e fisarmonica, di Petra Haden al violino e di Drew Hester alle percussioni.
Il 25 settembre 2007 è stato pubblicato il sesto album Echoes, Silence, Patience & Grace, anticipato dal singolo The Pretender, il quale è rimasto in testa alla classifica Alternative Airplay per 18 settimane consecutive, superando Green Day, Staind e Red Hot Chili Peppers. Il 10 febbraio 2008 il gruppo ha vinto un Grammy Award al miglior album rock con Echoes, Silence, Patience & Grace e un Grammy Award alla miglior interpretazione hard rock con The Pretender.
Il 2 novembre 2009 i Foo Fighters hanno pubblicato la raccolta Greatest Hits, contenente i loro brani di maggior successo, gli inediti Wheels e Word Forward e una versione acustica di Everlong. Oltre alla versione standard è stata pubblicata anche un'edizione speciale contenente un DVD che racchiude tutti i video del gruppo e alcune performance dal vivo. In occasione del lancio di Greatest Hits, il 30 ottobre 2009 i Foo Fighters si sono esibiti nel proprio studio privato (Studio 606 di Los Angeles) per un'esibizione dal vivo visibile esclusivamente in streaming. Durante il concerto, gli spettatori hanno avuto la possibilità di interagire con il gruppo inviando dei brevi messaggi tramite i propri profili Twitter e Facebook. Durante questa particolare esibizione, durata per quasi tre ore, i Foo Fighters hanno suonato per la prima volta Word Forward.
Nello stesso periodo, Grohl ha partecipato con John Paul Jones e Josh Homme alla formazione del supergruppo Them Crooked Vultures.

### Wasting Light(2010–2012)
Nell'agosto 2010 i Foo Fighters hanno cominciato le registrazioni per un nuovo album atteso per la primavera dell'anno successivo. A produrlo sarebbe stato Butch Vig. L'"FF7" (acronimo di Foo Fighters 7th Album) è stato interamente registrato nel garage della casa di Dave Grohl a Encino (California) utilizzando esclusivamente materiale analogico. Inoltre Dave Grohl ha annunciato che alla realizzazione dell'album avrebbe partecipato Pat Smear, rientrato ufficialmente in formazione in quel periodo.
L'album, intitolato Wasting Light, è stato pubblicato il 12 aprile 2011 e ha visto la partecipazione di vari artisti come Bob Mould degli Hüsker Dü e l'ex-bassista dei Nirvana Krist Novoselic. Anticipato dai singoli Rope e White Limo, Wasting Light ha ottenuto un buon successo, conquistando le prime posizioni di Regno Unito, Australia, Canada, Germania, Austria, Svizzera, Nuova Zelanda, Singapore, Finlandia, Norvegia e Svezia. Il successo dell'album è stato tale da stupire persino Dave Grohl, il quale attraverso il profilo Twitter del gruppo ha ringraziato personalmente gli acquirenti delle nazioni dove Wasting Light ha conquistato la prima posizione.
I Foo Fighters hanno annunciato di partecipare durante l'estate come headliner a numerosi festival europei, tra cui ad esempio Rock in Idro, T in the Park, Oxegen, Isle of Wight Festival, Hurricane Festival e Pinkpop Festival. Oltre agli stadi e ai vari festival, ad aprile il gruppo si è esibito nei garage dei fan statunitensi collocati fra New York e Seattle, con una tappa speciale a Toronto. Per ospitare il gruppo nel proprio garage bisognava partecipare a un contest scrivendo, in 25 parole, il motivo per cui il gruppo dovrebbe esibirsi a casa propria. L'iniziativa, singolare ma di sicuro impatto, non è nuova ai Foo Fighters, abituati già anni fa ad esibirsi negli scantinati: "isolavamo il nostro garage cosicché i vicini non potevano chiamare la polizia", ha detto Grohl.
I primi due concerti del Wasting Light Tour 2011 ad essere annunciati sono stati quelli al National Bowl di Milton Keynes (Regno Unito). Tutti i 130.000 biglietti disponibili totali per le due date del 2 e 3 luglio 2011 vennero venduti in prevendita online in soli 35 minuti raccogliendo ordini da tutte le parti del mondo. La tappa del 2 luglio vide, oltre alla partecipazione come gruppo spalla dei Biffy Clyro, anche Bob Mould degli Hüsker Dü, il quale si è esibito con il gruppo nel brano Dear Rosemary, al quale ha partecipato anche durante le sessioni di registrazione di Wasting Light (Grohl ha dichiarato al riguardo: "La cosa bella di questo disco è che ho registrato una canzone con una persona che posso davvero considerare un mio eroe, la persona che è responsabile dell'esistenza dei Foo Fighters"). Il batterista dei Queen Roger Taylor si è nuovamente seduto dietro le pelli di Taylor Hawkins prestandosi come sostituto di Hawkins mentre quest'ultimo ha cantato il brano acustico Cold Day in the Sun, tratto dal secondo disco del doppio album In Your Honor. Alice Cooper ha invece sfoderato assieme alla band, alcuni pezzi del suo repertorio: School's Out, datato 1972 e tratto dal quinto album in studio del cantante e poi il celebre I'm Eighteen. Nella tappa del 3 luglio invece, sempre preceduti dai Biffy Clyro, sono presenti: lo storico bassista dei Led Zeppelin John Paul Jones il quale, oltre ad avere un'affinità musicale con Dave, è particolarmente legato al leader dei Foo Fighters con cui suona nel gruppo Them Crooked Vultures, in cui milita anche Josh Homme dei Queens of the Stone Age.
Il 16 aprile 2011, in occasione del Record Store Day, venne pubblicato esclusivamente in formato LP l'album di cover Medium Rare mentre ai Grammy Award del 12 febbraio 2012 i Foo Fighters vinsero cinque premi: "Miglior Album Rock" con Wasting Light, "Miglior Performance Rock" e "Migliore Canzone Rock" per Walk, "Miglior Performance Hard Rock/Metal" per White Limo e "Best Long Form Music Video" per Back & Forth. I Foo Fighters concorrevano per 6 premi e, hanno ceduto la statuetta di "Miglior Disco Dell'Anno" ad Adele.
Il 29 settembre 2012 il gruppo si è esibito al Global Citizens' Festival e, al termine del concerto, Grohl ha annunciato una pausa momentanea del gruppo, senza avere alcuna idea di quando e se avessero potuto ritrovarsi di nuovo.

### Sonic Highways(2013–2015)
Nonostante Grohl avesse annunciato una pausa a tempo indeterminato del gruppo, lo stesso dichiarò nel mese di gennaio 2013 che i Foo Fighters stavano preparando del nuovo materiale per l'ottavo album in studio.
Il 21 febbraio, in occasione dei BRIT Award, Grohl affermò che il giorno successivo sarebbe andato negli Stati Uniti d'America per iniziare a lavorare al nuovo album.
Il 16 gennaio 2014, tramite una foto postata sul profilo Instagram, il gruppo annuncia che ha iniziato a registrare l'ottavo album in studio. Il disco, intitolato Sonic Highways, è stato annunciato dal gruppo l'11 agosto 2014, data nel quale sono state annunciate la lista tracce e la data di pubblicazione, quest'ultima fissata al 10 novembre dello stesso anno.
Prodotto nuovamente da Butch Vig, la pubblicazione dell'album è stata anticipata dall'omonima serie televisiva trasmessa in onda sulla HBO, in cui il gruppo analizza le otto città in cui è stato registrato l'album, e dal singolo apripista Something from Nothing, reso disponibile per l'ascolto il 16 ottobre 2014 e pubblicato per il download digitale il giorno seguente. Il 19 ottobre è stato pubblicato il relativo video musicale, mentre il 24 dello stesso mese è stato reso disponibile per l'ascolto il brano The Feast and the Famine. Il 31 ottobre e il 7 novembre sono stati resi disponibili per l'ascolto i brani Congregation e What Did I Do?/God as My Witness; il 7 novembre inoltre è stato pubblicato il video di The Feast and the Famine.
Il 23 novembre 2015, al termine di un misterioso countdown apparso sul loro sito ufficiale un mese prima, è stato annunciato a sorpresa il quarto EP del gruppo, intitolato Saint Cecilia e pubblicato gratuitamente come ringraziamento ai fan per il supporto ricevuto negli ultimi due anni e successivamente dedicato alle vittime degli attentati di Parigi del 13 novembre 2015.

### Concrete and Gold(2017–2018)

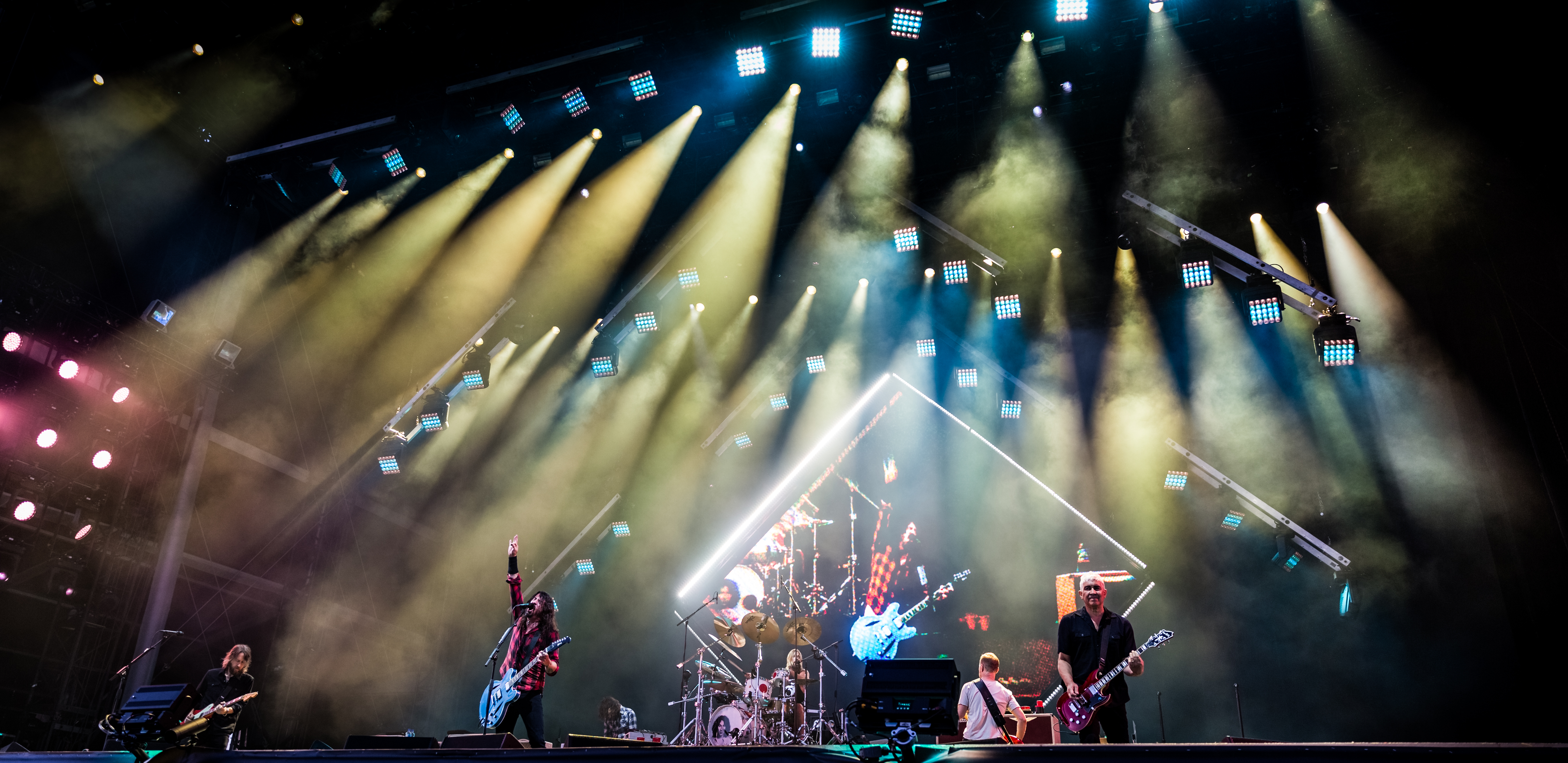
Foo Fighters - Rock am Ring 2018

Il 2 giugno 2017 i Foo Fighters hanno pubblicato per il download digitale il singolo Run, anticipato il giorno precedente da un video diretto da Grohl. Nello stesso giorno Grohl ha annunciato che il tastierista Rami Jaffee, turnista del gruppo da oltre dieci anni, è diventato componente ufficiale della formazione. Il 23 agosto è stato pubblicato come secondo singolo The Sky Is a Neighborhood, il cui video (nuovamente diretto da Grohl) ha visto la partecipazione delle figlie di Grohl, Violet e Harper.
Entrambi i singoli hanno anticipato il nono album in studio, Concrete and Gold, prodotto da Greg Kurstin e uscito il 15 settembre 2017. Il disco ha esordito al primo posto della Billboard 200, divenendo il secondo album al primo posto negli Stati Uniti per il gruppo. Il relativo tour, iniziato nel giugno 2017, è stato prolungato fino all'ottobre 2018.

### La serie di EP (2019-2020)
Dal 5 luglio 2019 i Foo Fighters hanno iniziato a pubblicare per il solo streaming alcuni EP caratterizzati da titoli numerici: 00950025 (pubblicato il 5 luglio), 00111125 (16 luglio, riedizione di iTunes Festival: London 2011), 00070725 (13 settembre) e 00050525 (20 settembre). Il 27 settembre 2019 pubblicano a sorpresa il quinto EP 01070725, contenente una selezione di b-side dei singoli estratti da Echoes, Silence, Patience & Grace (tra cui le cover di Keep the Car Running degli Arcade Fire e Holiday in Cambodia dei Dead Kennedys realizzata con Serj Tankian alla voce), seguito il 18 ottobre 2019 da 00020225, comprensivo di b-side del periodo legato a One by One.
Il 7 novembre è stato pubblicato l'EP 01050525, contenente b-side tratte dalle sessioni di registrazione di In Your Honor, tra cui le cover di I'm in Love with a German Film Star dei The Passions, Kiss the Bottle dei Jawbreaker e Born on the Bayou dei Creedence Clearwater Revival. Il 6 dicembre successivo è uscito 00999925, EP basato sul periodo di There Is Nothing Left to Lose e composto da dieci brani (tra cui le cover di Have a Cigar dei Pink Floyd e Iron and Stone degli Obsessed), mentre il 20 dello stesso mese è stata la volta di 00979725, EP con b-side del periodo di The Colour and the Shape. L'ultimo EP della serie, 00959525, è stato diffuso il 3 gennaio 2020 e figura b-side appartenenti al periodo dell'album di debutto Foo Fighters, tra cui due brani dal vivo e la cover di Ozone di Ace Frehley.

### Medicine at Midnight, morte di Hawkins (2020-2022)
Dal 5 novembre 2020 il gruppo ha pubblicato sui propri profili social sei brevi video intitolati LPX, ognuno dei quali mostrante un occhio (uno per ciascun componente della formazione) con un accompagnamento musicale in sottofondo costituito da una traccia di batteria. Il 7 novembre, durante il programma televisivo Saturday Night Live, viene annunciato il decimo album in studio della band, Medicine at Midnight, la cui uscita è prevista per il 5 febbraio 2021, e presentato il primo singolo Shame Shame. Il 1º e il 14 gennaio 2021 sono stati pubblicati i successivi singoli No Son of Mine e Waiting on a War.
Il 25 marzo 2022 Hawkins è stato trovato morto, a causa di un infarto, in un hotel di Bogotà, dove il gruppo si trovava per l'esibizione al Festival Estéreo Picnic nell'ambito del tour sudamericano.
Il 4 aprile 2022 il gruppo vince tre Grammy Award per il miglior album rock, per la miglior canzone rock con Waiting on a War e la miglior performance rock con Making a Fire.

### But Here We Are(2023-presente)
Il 19 aprile 2023 i Foo Fighters sono tornati sulle scene musicali con il singolo Rescued, annunciando nello stesso giorno l'undicesimo album But Here We Are.
Il 21 maggio 2023 viene annunciato Josh Freese come sostituto di Hawkins, prendendo parte alla tournée mondiale in supporto all'album. Lo stesso ha rivelato di essere stato licenziato senza alcun preavviso il 16 maggio 2025, venendo sostituito il successivo luglio da Ilan Rubin.

## Stile musicale
Gruppo musicale ascrivibile ai generi rock alternativo, post-grunge e hard rock, i Foo Fighters si caratterizzano per canzoni composte da strofe cantate in modo pacato e ritornelli urlati a gran voce, abitudine che Grohl dice derivi dai Nirvana, i quali a loro volta si rifacevano a gruppi quali Pixies, The Knack, Bay City Rollers, Beatles e ABBA.

## Formazione
Attuale
- Dave Grohl – voce, chitarra (1994-presente), batteria (1994-1997, 2022)[40]
- Pat Smear – chitarra (1995-1997, turnista 2006-2010, 2010-presente)
- Nate Mendel – basso (1995-presente)
- Chris Shiflett – chitarra solista, cori (1999-presente)
- Rami Jaffee – pianoforte, tastiera (2015-presente, turnista 2005-2015)

Turnisti
- Barbara Gruska – cori, percussioni (2017-presente)
- Laura Mace – cori (2017-presente)
- Samantha Sidley – cori (2017-presente)
- Ilan Rubin – batteria, percussioni (2025-presente)

Ex componenti
- William Goldsmith – batteria (1995-1997)
- Franz Stahl – chitarra solista, cori (1997-1999)
- Taylor Hawkins – batteria, percussioni, voce (1997-2022)

Ex turnisti
- Petra Haden – violino, mandolino, cori (2005-2007)
- Jessy Greene – violino, violoncello, contrabbasso, cori (2007-2010)
- Drew Hester – percussioni (2006-2010)
- Josh Freese – batteria, percussioni (2023-2025)

## Discografia

### Album in studio
- 1995 – Foo Fighters
- 1997 – The Colour and the Shape
- 1999 – There Is Nothing Left to Lose
- 2002 – One by One
- 2005 – In Your Honor
- 2007 – Echoes, Silence, Patience & Grace
- 2011 – Wasting Light
- 2014 – Sonic Highways
- 2017 – Concrete and Gold
- 2021 – Medicine at Midnight
- 2023 – But Here We Are

### Album tributo
- 2011 – Medium Rare
- 2021 – Hail Satin (pubblicato come Dee Gees)

### Album dal vivo
- 2006 – Skin and Bones

### Raccolte
- 2009 – Greatest Hits
- 2022 – The Essential Foo Fighters